# Kevin Kranz
Kevin Kranz, né le 20 juin 1998 à Francfort-sur-le-Main, est un athlète allemand, spécialiste du sprint.

## Biographie
Avec le relais 4×100 m allemand, il remporte le titre continental aux championnats d'Europe espoirs 2019. 
En 2021, il devient vice-champion d'Europe en salle du 60 m à Toruń en Pologne. 

## Palmarès
| Date | Compétition                    | Lieu    | Résultat | Épreuve   | Marque  |
| ---- | ------------------------------ | ------- | -------- | --------- | ------- |
| 2018 | Championnats d'Europe          | Berlin  | finale   | 4 × 100 m | DNF     |
| 2019 | Championnats d'Europe en salle | Glasgow | 8e       | 60 m      | 6 s 73  |
| 2019 | Championnats d'Europe espoirs  | Gävle   | 4e       | 100 m     | 10 s 28 |
| 2019 | Championnats d'Europe espoirs  | Gävle   | 1er      | 4 x 100 m | 39 s 22 |
| 2021 | Championnats d'Europe en salle | Toruń   | 2e       | 60 m      | 6 s 60  |
| 2022 | Championnats d'Europe          | Munich  | finale   | 4 x 100 m | DNF     |
| 2024 | Championnats d'Europe          | Rome    | 3e       | 4 x 100 m | 38 s 52 |

## Records
| Épreuve | Performance | Lieu     | Date            |
| ------- | ----------- | -------- | --------------- |
| 60 m    | 6 s 52      | Dortmund | 20 février 2021 |
| 100 m   | 10 s 18     | Weinheim | 28 mai 2022     |